# سلسلة أدوات
سلسلة الأدوات هي مجموعة من أدوات البرمجة التي تُستخدم لتنفيذ مهام معقدة في تطوير البرمجيات أو في خلق منتج برمجي. عمومًا، الأدوات التي تشكل هذه السلسلة تُنفَّذ بالتتابع بما يجعل خرج كل أداة دخلًا للأداة التي تليها، لكن أيضًا يستخدم مصطلح سلسلة الأدوات للإشارة إلى مجموعة من الأدوات التي لا تُنفَّذ بالتتابع بالضرورة.
يمكن أن تتكون سلسلة أدوات بسيطة من المجمع والرابط (وهما مسؤولان عن تحويل الكود المصدري إلى برنامج قابل للتنفيذ)، ومكتبات (توفر واجهة للتعامل مع نظام التشغيل مثلًا)، ومحلل أخطاء (ويستخدم لاختبار أو كشف الأخطاء في البرامج التي يجري تطويرها). تُعد ألعاب الفيديو مثالًا لمنتج برمجي معقد يتطلب تطويره أدوات تُستخدم لإعداد المؤثرات الصوتية والموسيقى والنماذج ثلاثية الأبعاد والصور المتحركة بالإضافة إلى أدوات أخرى تجمع هذه الموارد لخلق المنتج النهائي.

## استشهادات
1. ↑  "Toolchain Overview". nongnu.org. 3 يناير 2012. مؤرشف من الأصل في 2022-04-08. اطلع عليه بتاريخ 2013-10-21.
2. ↑  Imran، Saed؛ Buchheit، Martin؛ Hollunder، Bernhard؛ Schreier، Ulf (29 أكتوبر 2015). Tool Chains in Agile ALM Environments: A Short Introduction. Lecture Notes in Computer Science. ج. 9416. ص. 371–380. DOI:10.1007/978-3-319-26138-6_40. ISBN:978-3-319-26137-9.